# Едсбери
Едсбери (на шведски: Edsberg) е град в лен Стокхолм, община Солентюна, Югоизточна Швеция. Той е предградие (град-сателит) на столицата Стокхолм. Намира се на около 20 km на северозапад от централната част на Стокхолм. Има жп гара. До югозападната му част се намира стокхолмското летище Баркарбю. Населението на града е 9208 жители според данни от преброяването през 2010 г.